# Barlow (Kentucky)
Barlow é uma cidade localizada no estado americano de Kentucky, no Condado de Ballard.

## Demografia
Segundo o censo americano de 2000, a sua população era de 715 habitantes. 
Em 2006, foi estimada uma população de 710, um decréscimo de 5 (-0.7%).

## Geografia
De acordo com o United States Census Bureau tem uma área de 
1,3 km², dos quais 1,3 km² cobertos por terra e 0,0 km² cobertos por água. Barlow localiza-se a aproximadamente 114 m acima do nível do mar.

## Localidades na vizinhança
O diagrama seguinte representa as localidades num raio de 16 km ao redor de Barlow. 